# Mrs. Black Is Back
Mrs. Black Is Back er en amerikansk stumfilm fra 1914 af Thomas N. Heffron.

## Medvirkende
- May Irwin som Mrs. Black.
- Charles Lane som Newton Black.
- Clara Blandick som Emily Mason.
- Wellington A. Playter som Tom Larkey.
- Elmer Booth som Jack Dangerfield.